# 고승환
고승환(高承換, 1975년 6월 7일~) 은 KBO 리그의 전 투수이다.

## 출신학교
- 선린상업고등학교
- 경성대학교 (1994학번)

## 등번호
- 48번